# Dona Inês
Dona Inês este un oraș în Paraíba (PB), Brazilia.